# 9685 Korteweg
9685 Korteweg (4247 P-L) là một tiểu hành tinh vành đai chính.